# Sardiniella
Sardiniella is een geslacht van schimmels behorend tot de familie Botryosphaeriaceae. De typesoort is Sardiniella urbana.

## Soorten
Volgens Index Fungorum telt het geslacht drie soorten (peildatum februari 2022):
| Soortnaam             | Auteur(s)                           | Publicatiejaar |
| --------------------- | ----------------------------------- | -------------- |
| Sardiniella celtidis  | Dissan., Camporesi & K.D. Hyde      | 2017           |
| Sardiniella elliptica | Ya Ya Chen, Dissan. & Jian K. Liu   | 2021           |
| Sardiniella urbana    | Linald., A. Alves & A.J.L. Phillips | 2016           |